# Klasztor i szpital Bonifratrów w Zebrzydowicach
Klasztor i szpital bonifratrów w Zebrzydowicach – zabytkowy klasztor i szpital bonifratrów, dawny dwór obronny Zebrzydowskich z drugiej połowy XVI w. położony w Zebrzydowicach.
Obiekt wpisany został do rejestru zabytków nieruchomych województwa małopolskiego.
W skład zabytkowego zespołu wchodzi:
- klasztor z refektarzem i kaplicą;
- budynek dawnej apteki z 1801 roku;
- spichlerz z 1833 roku;
- kostnica z XVIII wieku;
- cmentarz konwencki z pocz. XVII wieku;
- kaplica cmentarna z 1811 roku;
- kaplica przydrożna pw. św. Jana Nepomucena z końca XIX wieku.

## Historia
W 1599 r. Mikołaj Zebrzydowski przebudował dwór z drugiej połowy XVI w. na szpital dla rannych żołnierzy i kalek oraz ustanowił fundację na jego utrzymanie. Po dziesięciu latach w 1611 r. z powodu źle prowadzonego szpitala przez miejscowego proboszcza, Zebrzydowski przekazał go sprowadzonym z Krakowa bonifratrom wraz z dworem i przyległymi włościami. Bracia pełnili tu posługę do I rozbioru Polski, kiedy to klasztor przejęły cywilne władze austriackie. Dopiero w 1839 r. dzięki zapisowi Elżbiety Wielopolskiej klasztor wraca do bonifratrów. W 1846 r., w czasie rzezi galicyjskiej, klasztor i szpital uległy zniszczeniu.
Od 1879 r. lekarzy zakonnych zastąpili świeccy. Po odzyskaniu niepodległości zakonnicy przystąpili do odbudowy zniszczonego klasztoru i szpitala, utworzono przychodnię niosącą bezpłatną pomoc dla miejscowej ludności, nękanej chorobami, zwłaszcza jaglicą i gruźlicą. W latach wielkiego kryzysu wydawano posiłki dla ludzi pozbawionych pracy. W 1938 r. utworzono filię szpitala dla umysłowo chorych z Kobierzyna.
Podczas II wojny światowej Niemcy wcielili większość pracowników do wojska, przejęli majątek oraz zajęli większość klasztornych pomieszczeń na wojskowe kwatery. W 1942 roku Niemcy zlikwidowali oddział dla umysłowo chorych. 23 czerwca przysłali po pacjentów samochód, który na żądanie ówczesnego niemieckiego dyrektora administracyjnego zakładu w Kobierzynie Alexa Krolla miał odebrać 30 chorych i przywieźć do macierzystego szpitala. Do Kobierzyna dotarło 29 chorych, bowiem jeden z pacjentów zmarł przed podróżą. Na miejscu – wraz z innymi pacjentami kobierzyńskiego zakładu – trafili do wagonów podstawionych na przyszpitalnej bocznicy, skąd rzekomo mieli odjechać do zakładu „Drewnica” koło Warszawy. Faktyczny cel podróży był utrzymywany w tajemnicy. Skład odjechał do obozu koncentracyjnego Auschwitz-Birkenau, gdzie 535 kobierzyńskich pacjentów zostało zamordowanych w komorze nr 1 KL Auschwitz II (Birkenau).
Po zakończeniu wojny szpital przekształcono na oddział szpitala psychiatrycznego z Kobierzyna. W marcu 1950 r. upaństwowiono gospodarstwo konwentu oraz aptekę, które wróciło do Bonifratrów po przemianach polityczno-gospodarczych w Polsce. W 1981 r. po podpisaniu umowy z Zarządem Głównym Caritasu utworzono Dom Pomocy Społecznej dla Dorosłych. Obecnie mieści się tu całodobowy dom opieki społecznej, który podlega nadzorowi Powiatowego Centrum Pomocy Rodzinie i Starostwa Powiatowego w Wadowicach. Prowadzone są w nim warsztaty terapii zajęciowej, opieka psychologiczna i duszpasterska.

## Architektura
Dwukondygnacyjny, murowany, budynek składający się z dwóch, przypominający kształtem literę T części. Część starsza kwadratowa (z 1599 r. – pozostałość po dworze obronnym), stanowiąca trzon budowli, zakończona dwoma niskimi ryzalitami w formie baszt alkierzowych, podwyższonych po 1910 roku, z dostawionego do niego od strony południowej skrzydłem na planie prostokąta, z półkolistą absydą oraz mieszczącą klatkę schodową, kwadratową, czterokondygnacyjną wieżą zegarową od południa. W starszej części znajdują się tu dwie duże sale, ze sklepieniem kolebkowym z lunetami. Wschodnia sala przeznaczone została na kaplicę. Okna mają profilowane węgary. Na piętrze znajdują się trzy pomieszczenia, środkowe nakryte jest pułapem belkowanym, stanowiącym hall. Zachowało się tu kilka późnorenesansowych portali. Między parterem a piętrem znajduje się ciemny sklepiony kolebkowo korytarz z otworami strzelniczymi.
Klasztor połączony jest korytarzem z budynkiem mieszkalnym z 1801 roku, do którego w 1827 dobudowano piętro.
Przy klasztorze od strony południowej mieści się czworoboczny dziedziniec, otoczony budynkami mieszkalnymi i gospodarskimi (z lat 1827–1838).